# Persistierender hyperplastischer primärer Vitreus
Der Persistierende hyperplastische primäre Vitreus (PHPV) ist eine seltene Störung der Embryonalentwicklung mit Fehlbildung des Glaskörpers, bei welcher eine fetale Gefäßstruktur, der primäre Vitreus (Vorstufe des Glaskörpers), erhalten bleibt mit einem weißlichen gefäßführenden Bindegewebsstrang zwischen Augenlinse und Eintrittsstelle des Sehnervs (Blindem Fleck) und ein- oder beidseitiger Leukokorie, und möglicherweise Mikrophthalmie, Visusschwäche und Strabismus.

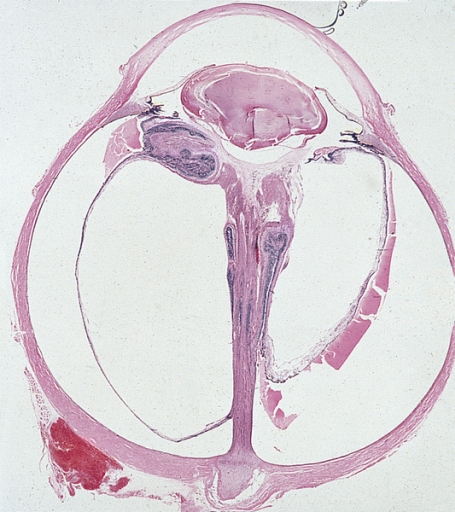
Schema des persistierenden hyperplastischen primären Vitreus von der Eintrittsstelle des Sehnerven bis zur Linse mit Ablösung der dysplastischen Netzhaut

Synonyme sind: Kongenitale Netzhautablösung; Persistierende fetale vaskuläre Strukturen (PFVS); NCRNA-Krankheit (Nonsyndromic Congenital Retinal Nonattachment)
Die Bezeichnung wurde 1949 durch den Autor der Erstbeschreibung, den US-amerikanischen Augenarzt Algernon B Reese (1896–1981) geprägt.

## Verbreitung
Nach einer Studie zu Ursachen von Blindheit in den USA: 5 %. In 90 % der Fälle ist nur ein Auge betroffen.

## Ursache
Derzeit werden nach dem Vererbungsmodus zwei Typen unterschieden:
- PHPVAR mit Mutationen im ATOH7-Gen auf Chromosom 10 Genort q21.3, autosomal-rezessive Vererbung[7]
- PHPVAD mit autosomal-dominanter Vererbung[8]

## Klinische Erscheinungen
Klinische Kriterien sind:
- Manifestation im Neugeborenen- bis Kleinkindesalter
- in der Regel einseitiger Befund
- häufig assoziiert mit Mikrophthalmie, Katarakt, Glaukom, Strabismus, Sehschwäche und (auch teilweiser) Netzhautablösung

Beidseitige Formen sind gehäuft zu finden bei:
- Pätau-Syndrom
- Norrie-Syndrom
- Walker-Warburg-Syndrom
- Retinale Dysplasie

## Einteilung
Der PHPV kann in eine vordere und hintere Form eingeteilt werden. Meistens liegt jedoch eine Kombination vor.

## Diagnose
Neben der augenärztlichen Untersuchung (Ophthalmoskopie) steht eine medizinische Bildgebung mittels Ultraschall, Kernspinresonanz oder Computertomographie zur Verfügung.

## Differentialdiagnose
Abzugrenzen sind andere Erkrankungen mit aufgehobener Transparenz des Glaskörpers, wie Retinoblastom, andere seltene Tumoren oder Vitreoretinopathien wie die Familiäre exsudative Vitreoretinopathie.
Bei der Ultraschalluntersuchung ist hauptsächlich die Netzhautablösung abzugrenzen.

## Bei Tieren
Die Erkrankung kann auch bei Hunden vorkommen.